# Serie A 2005-2006 (rugby a 15 femminile)
La Serie A 2005-06 fu il 15º campionato di rugby a 15 femminile di prima divisione organizzato dalla Federazione Italiana Rugby e il 22º assoluto.
Si tenne dal 27 novembre 2005 al 28 maggio 2006 tra 12 squadre divise in due gironi paritetici, e a vincerlo fu, per la tredicesima volta, la sezione femminile del Benetton, le Red Panthers, nell'occasione tornate alla vittoria dopo tre anni e alla quarta finale consecutiva contro il Riviera, che si era aggiudicato le due edizioni precedenti.

## Formula
Le 12 squadre furono suddivise in due gironi paritetici da 6 squadre ciascuno.
Le prime due classificate accedevano alle semifinali, con le vincenti di ogni girone a disputare in casa la gara di ritorno contro la seconda del girone opposto.
La finale si tenne in gara unica in sede decisa dalla Federazione Italiana Rugby, che nell'occasione designò lo Stadio Union di Pordenone.

## Squadre partecipanti

### Girone A
- CUS Roma
- Frascati
- Grazia Deledda (Cagliari)
- Perugia Ragazze
- Pesaro
- Viadana

### Girone B
- Biella
- CUS Pavia
- Le Lupe (Piacenza)
- Monza
- Red Panthers (Treviso)
- Riviera (Mira)

## Stagione regolare

### Girone A
| 27-11-2005 | 1ª/6ª giornata            | 19-2-2006 |
| ---------- | ------------------------- | --------- |
| 0-52       | Grazia Deledda — Frascati | 0-55      |
| 0-14       | Pesaro — Perugia          | 17-15     |
| 5-47       | Viadana — CUS Roma        | 0-46      |
|            |                           |           |
| 15-1-2006  | 4ª/9ª giornata            | 9-4-2006  |
| 57-0       | Frascati — Perugia        | 17-6      |
| 0-41       | Grazia Deledda — CUS Roma | 0-50      |
| 7-15       | Viadana — Pesaro          | 17-5      |

| 4-12-2005 | 2ª/7ª giornata           | 5-3-2006  |
| --------- | ------------------------ | --------- |
| 34-0      | CUS Roma — Perugia       | 20-0      |
| 99-0      | Frascati — Pesaro        | 54-0      |
| 15-0      | Grazia Deledda — Viadana | 0-37      |
|           |                          |           |
| 29-1-2006 | 5ª/10ª giornata          | 23-4-2006 |
| 0-12      | CUS Roma — Frascati      | 27-7      |
| 24-0      | Perugia — Viadana        | 7-5       |
| 31-0      | Pesaro — Grazia Deledda  | 0-0       |

| 18-12-2005 | 3ª/8ª giornata           | 26-3-2006 |
| ---------- | ------------------------ | --------- |
| 38-17      | Perugia — Grazia Deledda | 29-7      |
| 5-34       | Pesaro — CUS Roma        | 0-61      |
| 0-67       | Viadana — Frascati       | 5-62      |

#### Classifica girone A
| Pos | Squadra         | G  | V | N | P | PF  | PS  | DP   | BMP | Pt |
| --- | --------------- | -- | - | - | - | --- | --- | ---- | --- | -- |
| 1   | Frascati        | 10 | 9 | 0 | 1 | 482 | 38  | +444 | 7   | 43 |
| 2   | CUS Roma        | 10 | 9 | 0 | 1 | 360 | 29  | +331 | 4   | 40 |
| 3   | Perugia Ragazze | 10 | 5 | 0 | 5 | 133 | 164 | −31  | 0   | 20 |
| 4   | Pesaro          | 10 | 4 | 1 | 5 | 85  | 289 | −204 | 1   | 19 |
| 5   | Viadana         | 10 | 1 | 0 | 9 | 64  | 300 | −236 | 2   | 6  |
| 6   | Grazia Deledda  | 10 | 1 | 1 | 8 | 29  | 333 | −304 | −4  | 2  |

### Girone B
| 27-11-2005 | 1ª/6ª giornata        | 19-2-2006 |
| ---------- | --------------------- | --------- |
| 0-20       | Biella — Red Panthers | 0-88      |
| 0-70       | CUS Pavia — Monza     | 5-70      |
| 73-0       | Riviera — Le Lupe     | 27-0      |
|            |                       |           |
| 15-1-2006  | 4ª/9ª giornata        | 9-4-2006  |
| 12-20      | Biella — Le Lupe      | 0-63      |
| 0-88       | CUS Pavia — Riviera   | 0-90      |
| 24-10      | Red Panthers — Monza  | 24-10     |

| 4-12-2005 | 2ª/7ª giornata         | 5-3-2006  |
| --------- | ---------------------- | --------- |
| 59-0      | Biella — CUS Pavia     | 24-7      |
| 0-27      | Monza — Riviera        | 5-62      |
| 15-0      | Red Panthers — Le Lupe | 0-24      |
|           |                        |           |
| 29-1-2006 | 5ª/10ª giornata        | 23-4-2006 |
| n/d       | Le Lupe — CUS Pavia    | 25-5      |
| 41-7      | Monza — Biella         | 5-5       |
| 24-12     | Riviera — Red Panthers | 20-22     |

| 18-12-2005 | 3ª/8ª giornata           | 26-3-2006 |
| ---------- | ------------------------ | --------- |
| 0-109      | CUS Pavia — Red Panthers |           |
| 6-5        | Le Lupe — Monza          |           |
| 97-0       | Riviera — Biella         |           |

#### Classifica girone B
| Pos | Squadra      | G  | V | N | P  | PF  | PS  | DP   | BMP | Pt |
| --- | ------------ | -- | - | - | -- | --- | --- | ---- | --- | -- |
| 1   | Riviera      | 10 | 9 | 0 | 1  | 575 | 39  | +536 | 10  | 46 |
| 2   | Red Panthers | 10 | 9 | 0 | 1  | 464 | 64  | +400 | 7   | 43 |
| 3   | Le Lupe      | 10 | 5 | 0 | 5  | 144 | 198 | −54  | 3   | 23 |
| 4   | Monza        | 10 | 4 | 1 | 5  | 248 | 155 | +93  | 1   | 19 |
| 5   | Biella       | 10 | 2 | 1 | 7  | 105 | 416 | −311 | 2   | 12 |
| 6   | CUS Pavia    | 10 | 0 | 0 | 10 | 17  | 681 | −664 | 0   | 0  |

## Fase aplay-off

### Semifinali
| Arbitro: | Quirino (Torre del Greco) |

|                                |      |                                                                                             |
| M. Pennetta 23’ Pettinelli 45’ | mt   | 1’, 11’, 54’, 62’ Veronese 17’ Prevedello 19’, 57’ Pizzati 70’ Veronica Schiavon 74’ Botter |
|                                | tr   | 1’, 11’, 19’, 54’, 62’, 70’, 74’ Veronica Schiavon                                          |
| Tondinelli 77’                 | drop |                                                                                             |

| Arbitro: | Bono (Brescia) |

|                                                                        |    |                          |
| Barattin 15’ Orsaria 35’ Severin 40’ tecnica 51’ Pavan 66’ Colusso 68’ | mt | 67’ Ruggieri 80’ tecnica |
| Barattin 15’, 40’, 51’                                                 | tr | 67’, 80’ Mariani         |

| Arbitro: | Pasquin (Rovigo) |

|                                                                         |    |  |
| Veronica Schiavon 14’, 27’, 62’, 76’ Pizzati 30’ Veronese 35’, 68’, 79’ | mt |  |
| Veronica Schiavon 14’, 27’, 30’, 35’, 62’, 68’, 76’, 79’                | tr |  |

| Arbitro: | Radetich (Napoli) |

|  |    |                                |
|  | mt | 16’, 45’ Barattin 56’ Facchini |
|  | tr | 56’ Barattin                   |

### Finale
| Arbitro: | Nereo Dordolo (Udine) |

| |              | |
| G. Bado 13’ | mt           | |
| Barattin 13’ | tr           | |
| Barattin 20’ | c.p.         | 15’, 42’ Veronica Schiavon |
| · Barattin · Colusso · Carlet · Pavan · Furlan · Peron · Facchini · 58’ Franchin · Stefan · I. Innocente · 80+2’ Severin · Agostinelli · A. Bado · 41’ Bisetto · G. Bado (c) | Formazioni   | · Botter · Lessana · Pizzati · Zangirolami · Veronese · Veronica Schiavon · Valentina Schiavon · Prevedello · Gastaldi · Bonaldi · Barbini · Scarin · Nespoli 54’ · Bettin · Toniolo |
| · 41’ F. Gallina · 58’ Zanon · 80+2’ V. Innocente | Sostituzioni | · Giraudo 54’ |
| Gianni Zaffalon | Allenatori   | Mario Schiavon |

## Verdetti
- Red Panthers: campioni d'Italia